# 貝瑙達峰

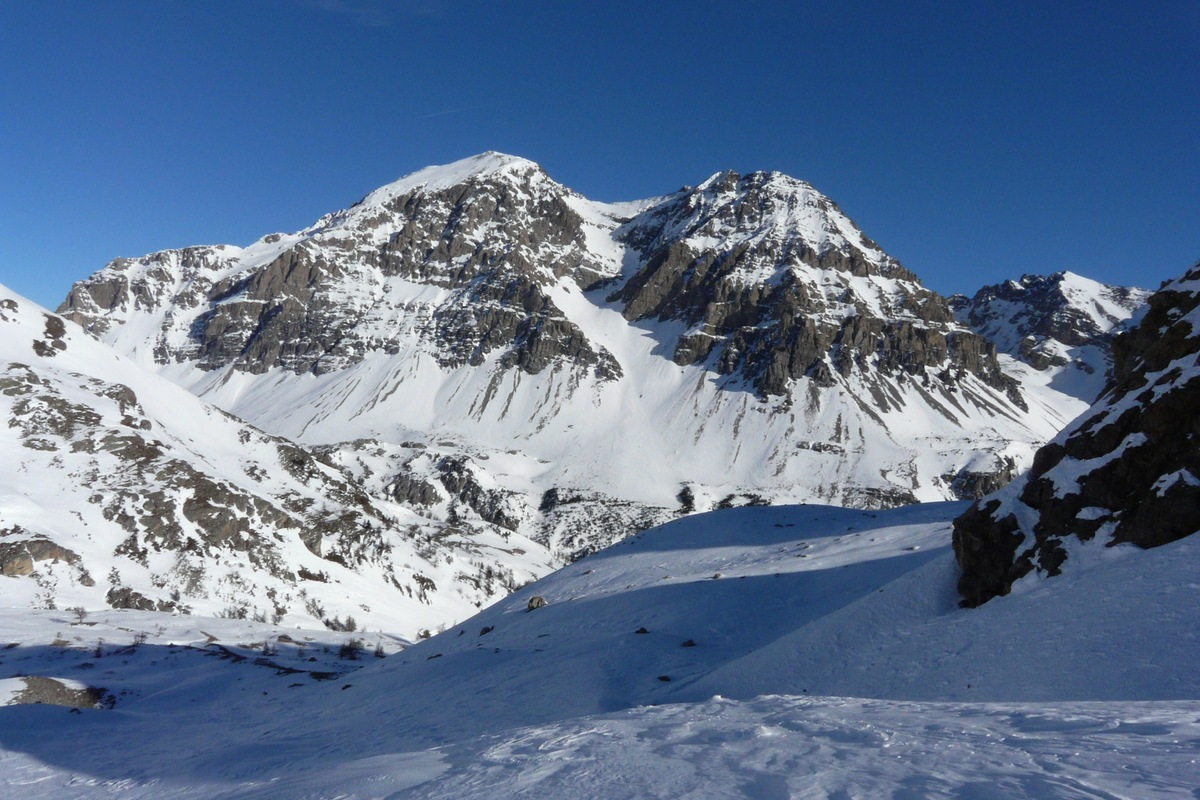

45°06′11″N 06°37′36″E / 45.10306°N 6.62667°E
貝瑙達峰（法語：Roche Bernaude），是西歐的山峰，位於法國和意大利接壤的邊境，屬於科蒂安阿爾卑斯山脈中塞爾斯山的一部分，海拔高度3,225米，每年平均降雨量1,479毫米。